# Pilargidae
Pilargidae (лат.) — семейство кольчатых червей отряда Phyllodocida из подкласса Errantia класса многощетинковых.

## Описание
Морские придонные многощетинковые черви, с простыми хетами и редуцированными параподиями. Черви с лентообразным или цилиндрическим телом. Два или три усика присутствуют (редко отсутствуют). Пальпы простые или биартикулированные; две пары щупальцевых цирри (редко отсутствуют). Хоботок не вооружён. Параподии бирамовидные, но нотоподии всегда редуцированы. Хеты простые; нотохеты иногда в виде толстого шипа или крючка. Нотохеты могут отсутствовать.
Пиларгииды никогда не бывают очень многочисленными, но присутствуют в большинстве районов в умеренном количестве; они обычно связаны с глубинами шельфа и умеренно грубыми или смешанными отложениями. Встречаются повсеместно, распространены от тропиков до высоких широт, но наибольшее разнообразие демонстрирует в мелких тропических водах. Очевидный широкий географический и батиметрический ареал многих видов пиларгид заставил некоторых авторов предположить, что они представляют собой реликтовые виды ранее более широко распространённой группы.

## Систематика
Известно около 10 родов и более 120 видов. Семейство было впервые описано в 1899 году.
Pilarginae Saint-Joseph, 1899
- Ancistrosyllis McIntosh, 1878
  - = Harpochaeta
- Cabira Webster, 1879
- Glyphohesione Friedrich, 1950
- Pilargis Saint-Joseph, 1899
  - = Phronia
- Sigambra Müller, 1858

Synelminae Salazar-Vallejo, 1987
- Hermundura Müller, 1858
  - = Parandalia
- Litocorsa Pearson, 1970[7]
- Pseudexogone Augener, 1922
- Synelmis Chamberlin, 1919 (синоним Kynephorus Ehlers, 1920; Kynephorinae Ehlers, 1920)
  - = Kynephorus

без указания подсемейства
- Otopsis Ditlevsen, 1917
- Sigatargis Misra, 1999[8]